# Var (departement)
Var (83) is een Frans departement, gelegen in de regio Provence-Alpes-Côte d'Azur. De prefectuur is Toulon, aan de Middellandse Zee.

## Geschiedenis en naam
Het departement was een van de 83 departementen die werden gecreëerd tijdens de Franse Revolutie, op 4 maart 1790 door uitvoering van de wet van 22 december 1789, uitgaand van een deel van de provincie Provence. Het departement werd vernoemd naar de rivier de Var.
Bij de oprichting in 1790 was Toulon de prefectuur van Var. Tussen 1793 en 1795 was dit Grasse, tussen 1795 en 1797 Brignoles en vanaf 1797 Draguignan. In 1974 verhuisde de prefectuur opnieuw naar Toulon.
Na het Verdrag van Turijn (1860) kwam Nice bij Frankrijk en werd het departement Alpes-Maritimes opgericht. Het arrondissement Grasse werd overgeheveld naar dit nieuwe departement. Die rivier stroomt sinds deze grenswijziging niet meer door het departement Var. Zodoende is Var het enige Franse departement dat vernoemd is naar een geografisch element dat zich niet in het eigen departement bevindt. Verschillende voorstellen werden gelanceerd voor een naamsverandering van het departement. Een van deze stelde een naamswijziging naar Argens voor, naar de belangrijkste rivier van het department. Voorlopig heeft het departement zijn naam echter behouden.

## Geografie
Var is omgeven door de departementen Bouches-du-Rhône in het westen, Vaucluse en Alpes-de-Haute-Provence in het noorden en Alpes-Maritimes in het oosten. In het zuiden ligt de Middellandse Zee.
In Var op de grens van departement Alpes-de-Haute-Provence ligt de Verdon (regionaal natuurpark).
Var bestaat uit drie arrondissementen:
- Draguignan
- Toulon
- Brignoles

Var bestaat uit 23 kantons:
- Kantons van Var

Var bestaat uit 153 gemeenten:
- Lijst van gemeenten in het departement Var

## Demografie
De inwoners van Var heten Varois.

### Demografische evolutie sinds 1962
| Naam       | Index 1962 | Index 1968 | Index 1975 | Index 1982 | Index 1990 | Index 1999 | Index 2008 | Index 2019 |
| ---------- | ---------- | ---------- | ---------- | ---------- | ---------- | ---------- | ---------- | ---------- |
| Var        | 100,0      | 118,4      | 133,3      | 150,9      | 173,7      | 191,3      | 213,3      | 228,6      |
| Frankrijk* | 100,0      | 107,1      | 113,3      | 117,0      | 121,9      | 126,0      | 133,8      | 140,1      |

| Naam       | Inw./Km² 1962 | Inw./km² 1968 | Inw./km² 1975 | Inw./km² 1982 | Inw./km² 1990 | Inw./km² 1999 | Inw./km² 2008 | Inw./km² 2019 |
| ---------- | ------------- | ------------- | ------------- | ------------- | ------------- | ------------- | ------------- | ------------- |
| Var        | 78,6          | 93,1          | 104,8         | 118,6         | 136,5         | 150,4         | 167,7         | 180,3         |
| Frankrijk* | 84,2          | 90,1          | 95,4          | 98,5          | 102,7         | 106,1         | 112,7         | 119,7         |

Frankrijk* = exclusief overzeese gebieden
Bron: Recensement Populaire INSEE - 1962 tot 1999 population sans doubles comptes, nadien Population Municipale
Op 1 januari 2022 had Var 1.108.364 inwoners.

### De 10 grootste gemeenten in het departement
| #  | Gemeente             | Aantal inwoners (2022) |
| -- | -------------------- | ---------------------- |
| 1  | Toulon               | 180.834                |
| 2  | La Seyne-sur-Mer     | 62.905                 |
| 3  | Fréjus               | 58.499                 |
| 4  | Hyères               | 55.384                 |
| 5  | Draguignan           | 40.789                 |
| 6  | Six-Fours-les-Plages | 36.843                 |
| 7  | Saint-Raphaël        | 36.632                 |
| 8  | La Garde             | 26.316                 |
| 9  | La Valette-du-Var    | 23.660                 |
| 10 | La Crau              | 19.416                 |

## Afbeeldingen

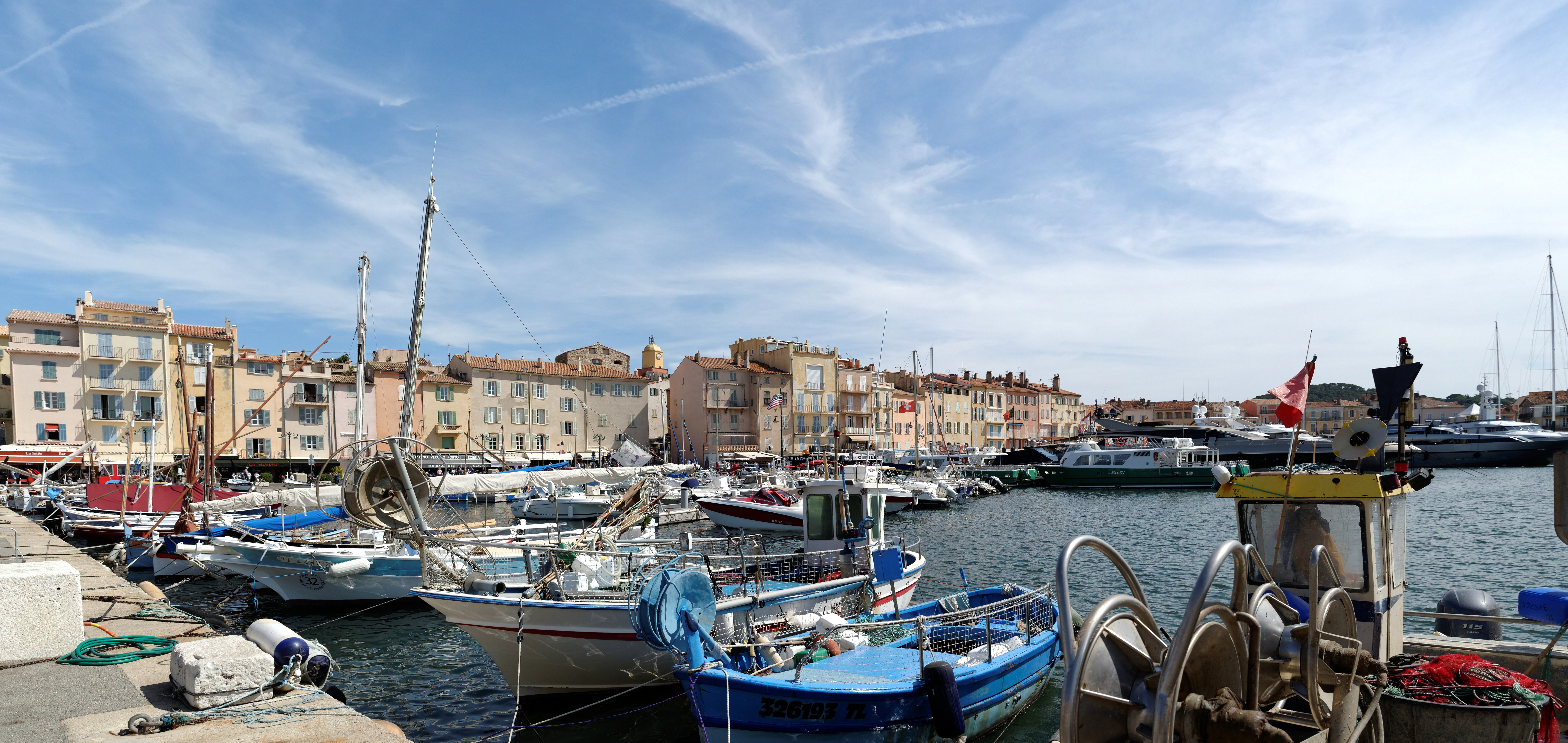
Saint-Tropez
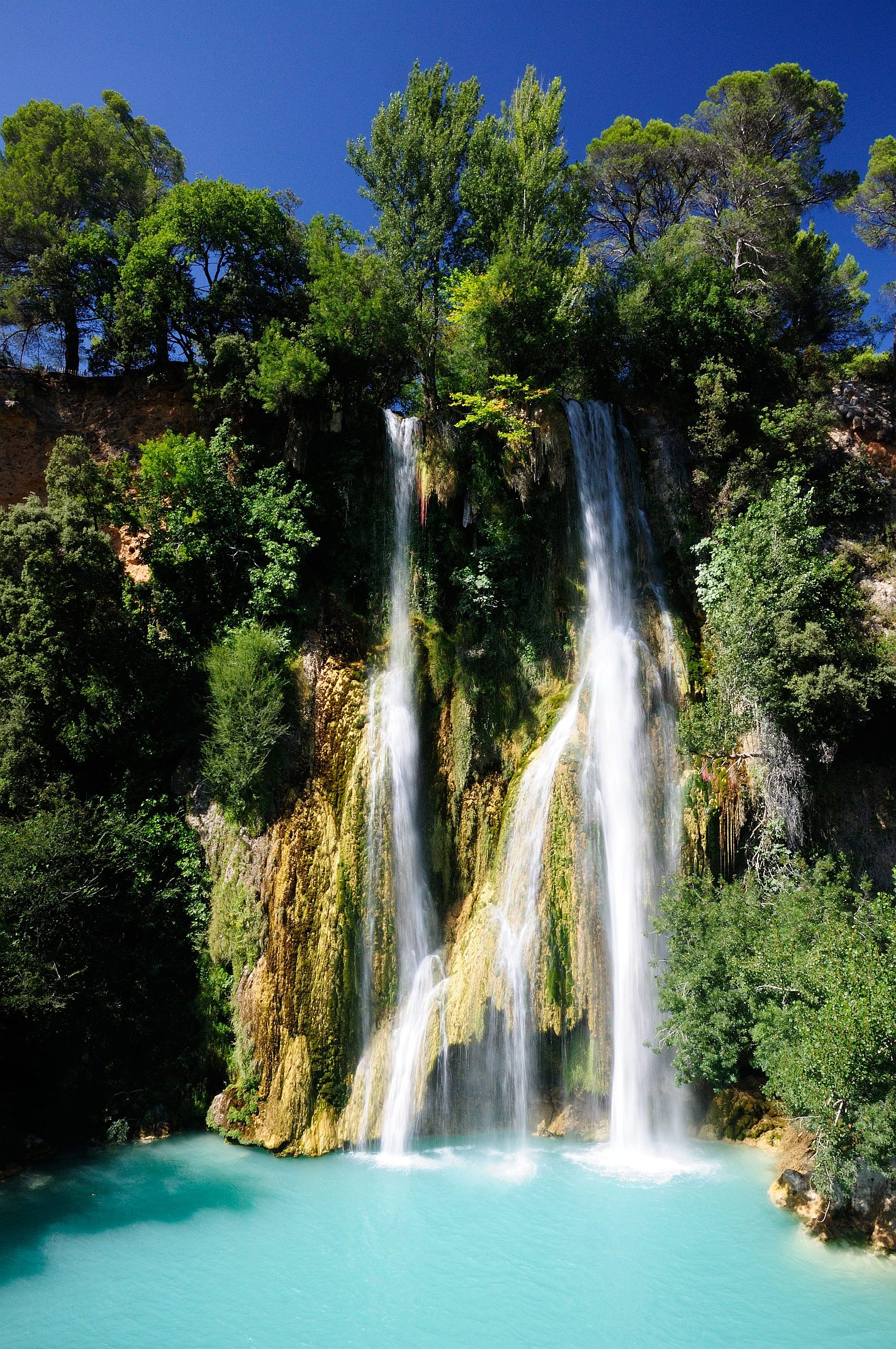
Cascade de Sillans
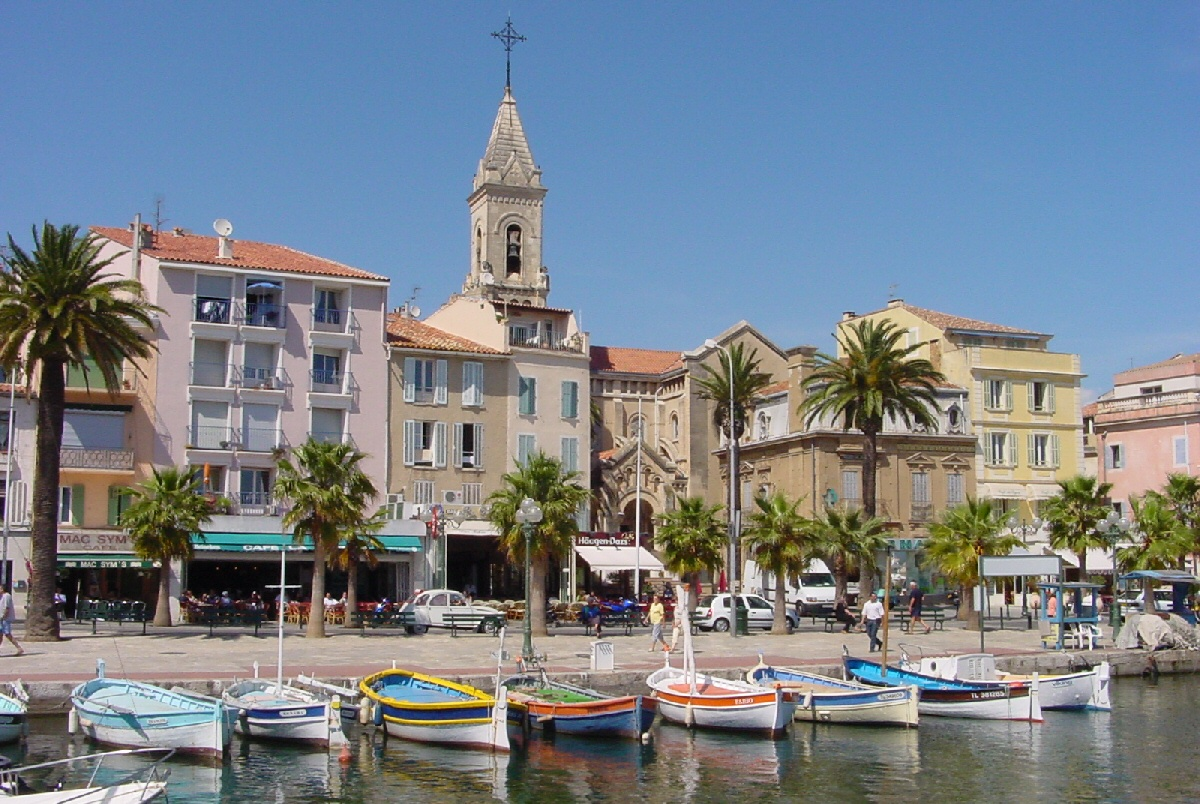
Sanary-sur-Mer
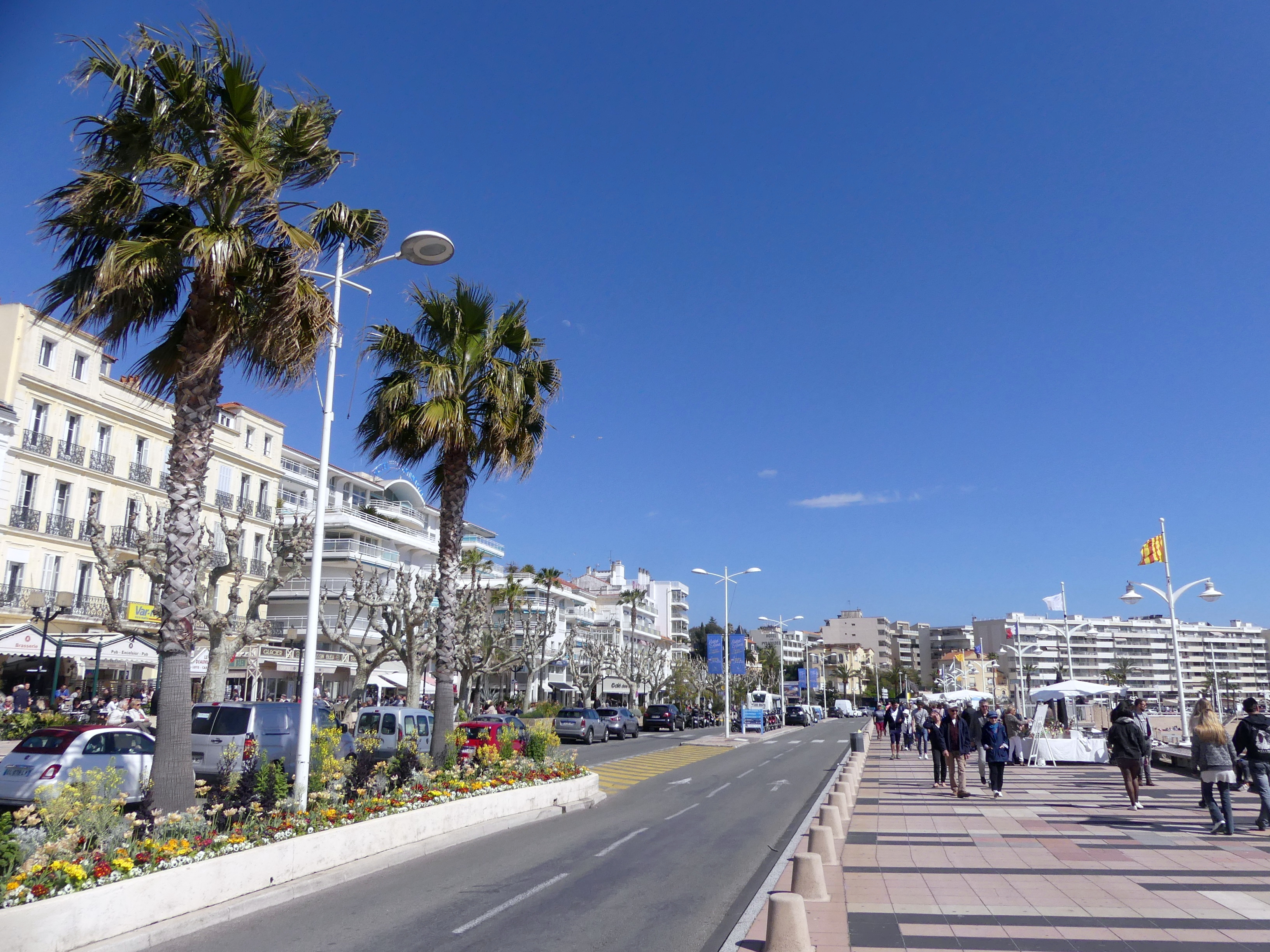
Saint-Raphaël
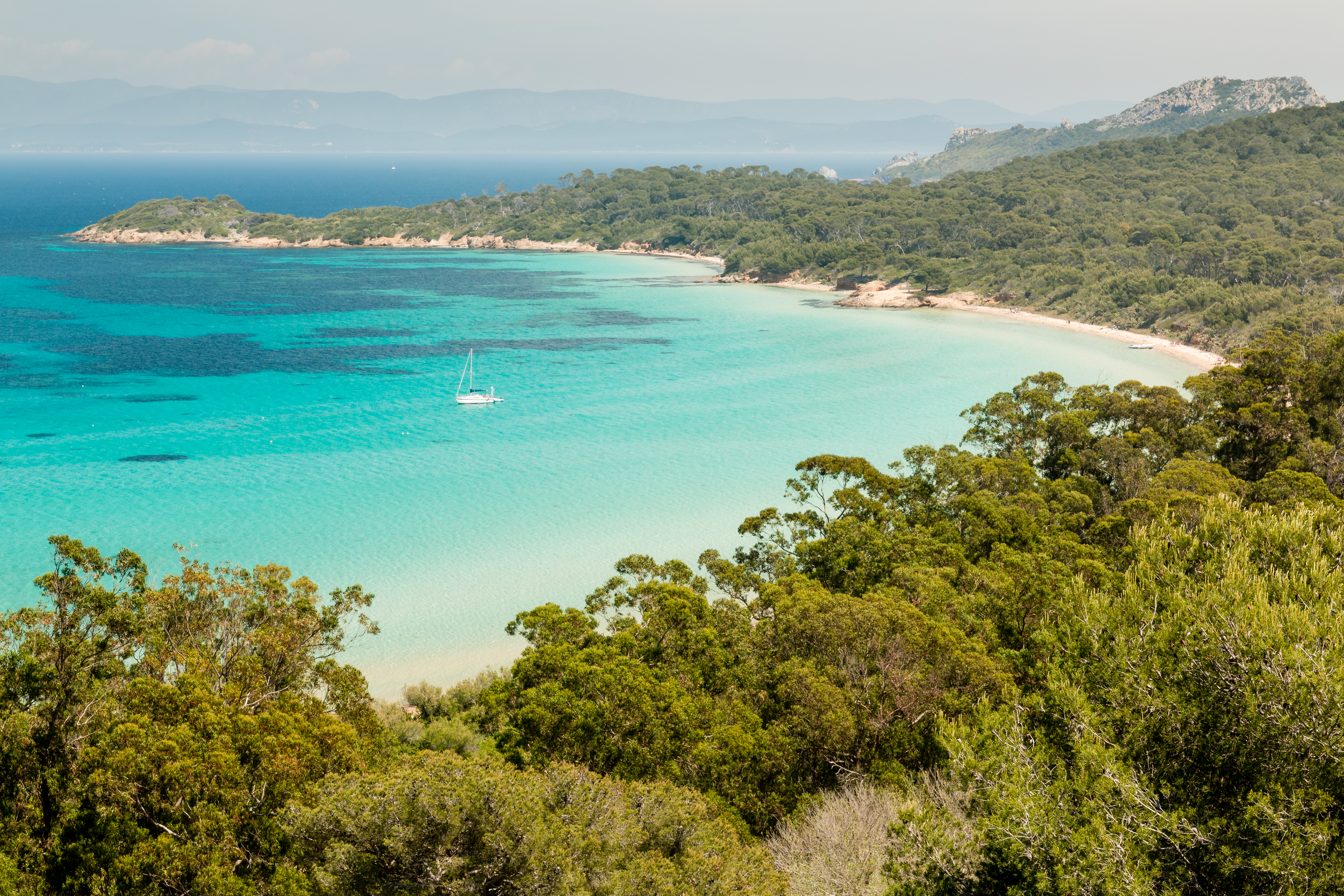
Nationaal park Port-Cros (Porquerolles)